# Секретарский сельсовет (Оренбургская область)
Секретарский сельсовет — сельское поселение в Северном районе Оренбургской области Российской Федерации.
Административный центр — село Секретарка.

## История
Статус и границы сельского поселения установлены Законом Оренбургской области от 2 сентября 2004 года № 1424/211-III-ОЗ «О наделении муниципальных образований Оренбургской области статусом муниципального района, городского округа, городского поселения, установлении и изменении границ муниципальных образований».

## Население
| 2010 | 2012 | 2013 | 2014 | 2015 | 2016 | 2017 |
| ---- | ---- | ---- | ---- | ---- | ---- | ---- |
| 534  | ↘514 | ↘482 | ↘449 | ↘423 | ↘411 | ↘403 |
| 2018 | 2019 | 2020 | 2021 |      |      |      |
| ↘385 | ↘376 | ↘364 | ↘348 |      |      |      |

## Состав сельского поселения
| № | Населённый пункт | Тип населённого пункта       | Население |
| - | ---------------- | ---------------------------- | --------- |
| 1 | Моторино         | село                         | 73        |
| 2 | Садовка          | село                         | 0         |
| 3 | Секретарка       | село, административный центр | 461       |